# Gianluca Basile
Gianluca Basile (* 24. Januar 1975 in Ruvo di Puglia, Apulien) ist ein ehemaliger italienischer Basketballspieler. Er ist vor allem als guter Schütze von jenseits der Dreipunktelinie bekannt, was ihm in seinem Heimatland den Spitznamen „Mandarineri“ einbrachte und gilt als einer der Spezialisten des „tiro ignorante“ (deutsch „Wilder“, aber auch Not-Dreipunktewurf). Zuletzt spielte er für den Verein Orlandina Basket.

## Vereinskarriere
Mit Pallacanestro Reggiana, wo er seit 1995 im Profikader stand, stieg Basile 1997 in die Serie A1 auf. Während der Saison 1998/99 folgte der Wechsel zu Fortitudo Bologna, wo er bis 2005 blieb. Mit diesem Verein wurde er 2000 und 2005 italienischer Meister und erreichte 2004 das Finale sowie 2001 das Halbfinale der Euroleague. Zudem wurde Basile in der Serie A für die Regular Season 2004 sowie die Finalserie 2005 jeweils als MVP ausgezeichnet. Es folgte der Wechsel zum FC Barcelona, mit dem er 2007 den spanischen Pokalsieg und 2010 den Gewinn der Euroleague feiern konnte. Nachdem er in der Spielzeit 2010/11 wegen einer Verletzung nur in einem Meisterschaftsspiel eingesetzt werden konnte, verließ Basile den katalanischen Verein und kehrte in seine Heimat zurück, wo er zunächst beim italienischen Vizemeister aus Cantù spielte. Nach einer Saison folgte der Wechsel 2012 zu Olimpia Milano, die unter dem Namen „EA7 Armani Jeans“ firmierten. Von 2013 bis 2016 spielte er bei Orlandina Basket, wo er nach dem Aufstieg des Vereins 2014 noch zwei weitere Jahre in der höchsten Spielklasse Italiens aktiv war.

## Nationalmannschaftskarriere
Basile war über Jahre hinweg eine feste Größe in der Nationalmannschaft, mit der er bei der Basketball-Europameisterschaft 1999 den Titel gewann. Nach dem Rücktritt von Carlton Myers wurde er 2001 der Stammspieler auf seiner Position und war unter anderem Topscorer der Nationalmannschaft beim Finaleinzug während der Olympischen Spiele 2004. Allein im Halbfinale gegen Litauen erzielte Basile 31 Punkte, unter anderem durch sieben erfolgreiche Dreipunkt-Würfe bei elf Versuchen. Nach dem Ausscheiden im Achtelfinale der Basketball-Weltmeisterschaft 2006 gegen Litauen, in dessen Schlusssekunden er drei Freiwürfe vergeben hatte, wollte er zurücktreten, zumal sein Nachfolger in Marco Belinelli gefunden war, aber Nationaltrainer Carlo Recalcati konnte ihn zum Weitermachen überreden. Bei der anschließenden Europameisterschaft enttäuschte Basile jedoch und blieb in vier seiner sechs Spiele ohne Treffer aus dem Feld.